# Wachnia
Wachnia, nawaga pacyficzna (Eleginus gracilis) – gatunek ławicowej ryby oceanicznej z rodziny dorszowatych (Gadidae). 

## Zasięg występowania
Żyje w wodach północnego Pacyfiku, od wybrzeży Japonii, Korei i Rosji, po wybrzeża Alaski i północne krańce Kanady. Zazwyczaj żyje na głębokości do 60 metrów, choć może schodzić nawet na 300 m. Może przebywać w słonawych lub słodkich wodach. Często wpływa do ujść i zatok przybrzeżnych i podąża daleko w górę rzek.

## Charakterystyka
Grzbiet ciemnoszary, łuski w kierunku brzucha coraz jaśniejsze, jaskrawo ubarwione podgardle. Ryba ta dorasta do prawie 60 cm długości i 1,3 kg masy ciała. Jest poławiana w dużych ilościach przez Rosjan i Japończyków, ze względu na specyficzny smak.

## Biologia
Wachnie na zimę gromadzą się w płytkich wodach przybrzeżnych, by tam odbyć tarło. W ciągu lata przebywają na głębszych wodach. Młode po wykluciu przebywają w pobliżu meduz. Wciąż nie wiadomo, co jest powodem takiego zachowania. Żywią się skorupiakami i drobnymi rybami. Dojrzałość płciową osiągają po około 3–4 latach.